# Guy od Thouarsa
Guy od Thouarsa (francuski Guy de Thouars) (? - Chemillé, 12. travnja 1213.) bio je francuski plemić, sin Gotfrida IV. od Thouarsa i Aénor Lusinjanske. 1199. je u Angiersu oženio Konstancu Bretonsku, koja mu je rodila Alisu, Katarinu i Margaretu. Alisa je postala vojvotkinja Bretanje, preko koje je bio djed Ivana I. od Bretanje.
Druga Guyeva žena bila je Eustahija d'Argenton. Rodila mu je Petra i Tomu.
Guy je umro kao gubavac.